# Empört Euch!
Empört Euch! (französischer Originaltitel Indignez-vous !) ist ein Essay des ehemaligen französischen Widerstandskämpfers und UN-Diplomaten Stéphane Hessel. Er wurde im Oktober 2010 veröffentlicht; bis Februar 2011 waren mehr als eine Million Exemplare verkauft. Auch in Deutschland wurde das Buch  ein Bestseller. Der zum Zeitpunkt der Veröffentlichung von Empört Euch! 93-jährige Hessel verzichtete auf sein Autorenhonorar. Hessel kritisierte in der Schrift mit Vehemenz zahlreiche Aspekte gegenwärtiger politischer Entwicklungen, insbesondere in Hinsicht auf die aktuelle Finanzkrise und deren Folgen, und rief zum politischen Widerstand auf. Mehrere soziale Protestbewegungen, etwa in Spanien (Proteste in Spanien 2011/2012), Portugal und Griechenland, berufen sich unter anderem auf seine Thesen.

## Inhalt
Das in der deutschen Ausgabe vierzehnseitige Werk – weitere acht Seiten enthalten Anmerkungen und ein Nachwort der französischen Verlegerin Sylvie Crossman – positioniert sich gegen den Finanzkapitalismus und für den Pazifismus. Es ist in einem zornigen Ton geschrieben und wurde deshalb oft als Pamphlet bezeichnet.
Hessels Ausgangspunkt sind die Ideale und Ziele der französischen Widerstandskämpfer, die er mit den heutigen Verhältnissen und Auffassungen in Frankreich vergleicht. Dieses „Vermächtnis“ möchte er an jüngere Generationen weitergeben. Er stellt fest, dass der von der französischen Republik nach dem Zweiten Weltkrieg gefundene Gründungskonsens eines Sozialstaates und die Verpflichtung auf die Menschenrechte, wie sie in die von ihm mitverfasste Allgemeine Erklärung der Menschenrechte der Vereinten Nationen von 1948 eingeflossen sind, heute gefährdet seien, und ruft dazu auf, diesen Werten wieder Geltung zu verschaffen.
Hessel nennt viele Beispiele für eine verfehlte Politik, so die Diskriminierung von Ausländern, den Sozialabbau, insbesondere bei der Alterssicherung, den Konzentrationsprozess bei der Presse und ihre gefährdete Unabhängigkeit, den beschränkten Zugang zur Bildung sowie die Entwicklungspolitik vor dem Hintergrund der globalen Wirtschaftskrise und die Umweltpolitik im Hinblick auf das Erdklima. Im Kapitel „Meine Empörung in der Palästina-Frage“ – wie er betont, ist es seine derzeit größte – kritisiert Hessel die israelische Politik in den besetzten Gebieten. Die von ihm genannten Missstände seien aber nur Beispiele. Wer genau hinsehe, werde viele weitere Anlässe zur Empörung finden.
Das Buch fordert den Leser zu einer engagierten Lebenshaltung auf, zu gewaltloser Revolte und zivilem Ungehorsam und proklamiert, dass jedermann einen Grund zum Widerstand habe. „Das Grundmotiv der Résistance war die Empörung.“ Wenn auch die Komplexität der gesellschaftlichen Strukturen und Beziehungen keine einfachen Erklärungen erlaube, so sei doch „das Schlimmste, was man sich und der Welt antun“ könne, die Gleichgültigkeit gegenüber den politischen Verhältnissen.
Der Finanzkapitalismus, der durch Lobbyisten den Staat beherrsche, bedrohe die Werte der Zivilisation, und die Unterschiede zwischen Arm und Reich seien in der Welt noch nie so groß gewesen wie in dieser Zeit. Die Behauptung, die Kosten für eine allgemeine soziale Sicherung wären zu hoch, sei falsch, da sie verkenne, dass der Wohlstand heute „so viel größer ist als zur Zeit der Befreiung, als Europa in Trümmern lag.“
Hessel bezieht sich bei alledem auf den Existentialismus Jean-Paul Sartres, den er selbst 1939 in Paris kennengelernt hatte, sowie auf die Philosophie Hegels, die die Geschichte optimistisch als eine Abfolge von Fortschritten zum Besseren hin auffasst.
Das Manifest endet mit dem Appell: „Neues schaffen heißt, Widerstand leisten. Widerstand leisten heißt, Neues schaffen.“
Die französische Ausgabe wurde auf Hessels Wunsch von Michael Kogon, einem Sohn Eugen Kogons, ins Deutsche übersetzt. Letzteren hatte Hessel bei der Haft im KZ Buchenwald kennen gelernt.
Im März 2011 veröffentlichte der Autor mit Engagez-vous ! (deutsch: „Engagiert Euch!“, Juli 2011) eine Fortsetzung seines Aufrufs.

## Rezeption und Kritik
Das Werk erhielt in Frankreich nicht nur Lob – so erhob z. B. der Literaturkritiker Pierre Assouline Einspruch. In deutschen Medien wurde es, bevor überhaupt eine deutsche Übersetzung vorlag, an prominenter Stelle vorgestellt – beispielsweise auf der Seite 1 der Tageszeitung Die Rheinpfalz.
Stéphane Rozès gibt in der Libération zu bedenken, dass die Empörung eine folgenlose Form der Auflehnung und nur von kurzer Dauer sei.
Sylvie Stephan merkt an, zum Zeitpunkt des Erscheinens des Manifests seien der Pessimismus und die Zukunftsängste in Frankreich stärker als sonst wo auf der Welt. Der rasante Absatz des Textes zeige, dass Hessel vielen der Franzosen, die für ihre ausgeprägte Protestkultur bekannt seien, aus der Seele spreche.
Gero von Randow vertritt in der Zeit die Auffassung, Hessels Buch treffe den Nerv der aktuellen französischen Debatte. Es sei aber „recht grob geschnitzt, stellenweise falsch“. Außerdem sei Hessels Haltung gegenüber Israel problematisch. Er, der im Sommer 2010 zum Boykott israelischer Waren aufgerufen habe, messe die Taten von Juden und Nichtjuden anscheinend mit unterschiedlichem Maß.
Christian Geyer nennt den Text in der FAZ eine „völlig begründungs- und erklärungsfreie Schrift – ein Ausruf ad hoc, kaum mehr“ gegen den Defätismus und die Ohnmachtsgefühle, die die globale Vernetzung hervorgebracht habe. Der Leser erhalte damit „ein Lebenselixier …, eine Erinnerung an das Beste in uns“. Hubert Spiegel bezeichnete den kurze Zeit später erschienenen polemischen Essay Hans Magnus Enzensbergers „Sanftes Monster Brüssel oder Die Entmündigung Europas“ über die Probleme der Europäischen Union als „das deutsche Gegenstück zu Stéphane Hessels französischer Kampfschrift ‚Empört euch!‘“.
In der Frankfurter Rundschau stellt Arno Widmann dem französischen Bestseller von 2010, der sich „für Immigranten, gegen soziale Ausgrenzung“ einsetze, den Verkaufserfolg im eigenen Land gegenüber, den der Aufruf von Thilo Sarrazin „gegen Immigranten und für soziale Ausgrenzung“ – Deutschland schafft sich ab – erzielte, und bekundet Neid auf die Nachbarn. Auch Jakob Augstein hat die beiden Bücher in einem Kommentar in der Wochenzeitung der Freitag sowie in einem Beitrag für Spiegel Online miteinander verglichen: Das französische sei ein „Buch der Hoffnung“, das deutsche ein „Buch der Niedertracht“.
Der deutsche Kabarettist Georg Schramm empfahl das „kleine, für 3,99 Euro erhältliche“ Pamphlet bei der 67. Montagsdemo gegen Stuttgart 21 am 14. März 2011 als „sehr lesenswert“. Seine bejubelte Kundgebungsrede, in der er sich der „scharfen Polemik“ Hessels anschloss, beendete er mit den Worten: „Neues schaffen heißt Widerstand leisten! Widerstand leisten heißt Neues schaffen!“ Er wollte dieses Zitat als Hommage an den Mut der anwesenden Demonstranten verstanden wissen, die er zuvor als Teil einer internationalen bürgerlichen Bewegung bezeichnet hatte.
Die Proteste in Spanien 2011/2012 auf dem Platz Puerta del Sol und an anderen Orten in Spanien sowie die griechischen, französischen und portugiesischen Ausläufer der Bewegung berufen sich auf das Werk von Stéphane Hessel.

## Theateraufführungen (Auswahl)
In Deutschland hatte das Manifest am 16. September 2011 am Senftenberger Theater Neue Bühne Senftenberg während des GlückAufFestes als Theaterdarstellung seine Premiere. Der Text war eingebettet in die Inszenierung des Jedermann unter der Regie von Sewan Latchinian, vorgetragen wurde er von Heinz Klevenow.
Innerhalb einer Projektarbeit von Judith Kriebel wurde es erstmals am 29. Juni 2014 an den Landesbühnen Sachsen uraufgeführt.

## Ausgaben
- Indignez-vous ! Indigène, Montpellier 2010, ISBN 978-2-911939-76-1
  - deutsch: Empört Euch! Übersetzt von Michael Kogon. Ullstein, Berlin 2011, ISBN 978-3-550-08883-4.

## Verfilmung
- Empört Euch! (2012) von Tony Gatlif und Stéphane Hessel, nach der gleichnamigen Streitschrift von Stéphane Hessel, Originalfassung mit deutschen Untertiteln, absolut MEDIEN, Berlin 2013, ISBN 978-3-8488-4004-5